# Wjatschko
Wjatschko, voller Name Wjatescheslaw Borissowitsch (russisch Вячко, wiss. Transliteration Vjačko; lettisch Vetseka) war ein russischer Fürst, der zu Beginn des 13. Jahrhunderts gegen den Expansionsdrang der livländischen Ordensritter kämpfte.
Bei seinem Namen handelt es sich um die Altnowgoroder Form von Wjatschelaw. Man glaubt, dass es sich bei seinem Vater um einen Fürsten der Rurikiden-Dynastie aus Druzk gehandelt habe. Als die Ordensritter erstmals im heutigen Lettland auftauchten, herrschte Wjatschko über die Festung von Kukeinos. Obwohl angenommen wird, dass dieses Fürstentum Polozk gegenüber tributpflichtig war, boten die Füsten von Polozk Wjatschko keine Unterstützung, die es ihm ermöglicht hätte, dem Druck der Kreuzritter zu widerstehen. Während eines seiner Raubzüge wurde Wjatschko durch Albert von Buxhövden gefangen genommen und in Ketten nach Rīga gebracht, dort allerdings vom Erzbischof wieder freigelassen. Danach kehrte er nach Kukenois zurück, brannte seine Hauptstadt und die Festung von Cēsis nieder und kehrte in die Rus zurück.
1223 sandte die Republik Nowgorod Wjatschko aus, um die Festung von Dorpat (heute Tartu) gegen die Ordensritter zu verteidigen. Obwohl er nur eine kleine Druschina befehligte, gelang es ihm, sich in der Stadt festzusetzen, die umliegenden Gebiete tributpflichtig zu machen und verschiedene Angriffe gegen die Ordensritter auszuführen. Im Gegenzug belagerte Albert von Buxhövden Dorpat mit einer großen Streitmacht und bot ihm ein Friedensabkommen an. Wjatschko schlug dieses jedoch aus und wurde beim Sturm der Kreuzritter auf die Stadt mit seinen Gefolgsleuten getötet. 